# Серра, Ричард
Ричард Серра (англ. Richard Serra; 2 ноября 1938[…], Сан-Франциско, Калифорния — 26 марта 2024, Ориент, Нью-Йорк) — американский скульптор. Работал также в области кино и видеоарта.
Член Американского философского общества (2012).

## Жизнь и творчество
Учился в Калифорнийском университете (1957—1961) — в Беркли и в Санта Барбарe, получил степень бакалавра английской литературы. Затем некоторое время работал на сталелитейном заводе, где познакомился с особенностями стали как материала. С 1961 по 1964 год учится в Йельском университете, где изучает искусство и работает ассистентом у немецкого художника Йозефа Альберса. Среди его сокурсников были Роберт Мангольд и Брайс Марден. Получил там степени бакалавра B.F.A. и магистра M.F.A.
Начинает свою творческую карьеру как скульптор-минималист. Основными материалами, с которыми работали современные ему скульпторы, было промышленное сырьё, например, сталь, свинец, резина, пластик. В 1964 году получает стипендию Йельского университета и проводит год в Париже, где знакомится с музыкантом и композитором Вуди Германом. В конце 1960-х годов он начинает работать с металлом. После возвращения в Нью-Йорк, чтобы заработать на жизнь, работает упаковщиком мебели. В это время он знакомится с такими мастерами минимализма, как Роберт Смитсон, Дональд Джадд, Карл Андре. К этому творческому периоду относятся его серия работ с резиной и неоновыми лампами.
В 1966 году состоялась первая персональная выставка Серры в Риме, в 1968 году — выставка в Кёльне. В 1977 году он участвует в выставке современного искусства документа 6 в Касселе.
С начала 1970-х годов мастер начинает работать также в печатной графике, ставшей его второй стихией. В 1960—1970-е годы Р. Серра увлечён искусством кино, пробует себя как постановщик фильмов. Во время пребывания в Германии, в Хаттингене, совместно со своей будущей женой Кларой Вейеграф (поженились в 1981 году), снимает фильм «Сталелитейная» (Steelmill).
В 1970 году живёт и работает в Японии. К началу 1970-х годов относятся первые крупные скульптурные композиции из стали. В 1981 году Серра создаёт одну из своих наиболее известных стальных скульптур, «Опрокинутую дугу», представляющую собой стальное лезвие длиной 36 м и высотой 3,6 м. Она была установлена в Нью-Йорке, но в 1989 году после протестов общественности демонтирована.
В 2005 году была создана по заказу музея Гуггенхайма в Бильбао композиция «Материя Времени» (The Matter of Time), состоящая из 8 гигантских стальных скульптур.
Член Американской академии искусств и наук (1993). Почётный доктор Йеля, Гарварда, Лондонского университета и др.
Умер 26 марта 2024 года от пневмонии в своём доме в Ориенте, штат Нью-Йорк в возрасте 85 лет.

## Кино и процессуальная скульптура
С 1968 по 1979 год Серра снял несколько фильмов и видеороликов. Серра сотрудничал с несколькими художниками, включая Джоан Джонас, Нэнси Холт и Роберта Фиоре, в своих фильмах и видео. Его первые фильмы «Рука, ловящая свинец» (1968), «Скребущие руки» (1968) и «Связанные руки» (1968) изображают ряд действий: рука пытается поймать падающий свинец, пары рук перемещают свинцовые стружки, и связанные руки развязываются.
Скульптурное кино
Но говоря о намерениях, ты рассказываешь людям лишь об отношениях физических фактов. Я же полагаю, что произведение искусства есть не просто правильное предсказание всех измеримых отношений.

— Р. Серра
Фильмы Ричарда Серры преодолевают традиционные границы ремесла и не могут быть просто включены в какую-то конкретную традицию: они не вписываются в чисто скульптурную традицию и не до конца подчиняются специфическим формальным принципам кино. Кроме того, будучи «скульптурными» фильмами, они отличаются от обычных фильмов, снятых художниками, поскольку до середины 1960-х почти все без исключения художники либо выбирали традиционные критерии более литературно ориентированного киноязыка, либо буквально переводили собственный художественный подход на язык кино. Феномен скульптурного фильма, таким образом, является относительно неопределенным и необязательно предполагает что-либо кроме того факта, что автор фильма — скульптор, произведения которого относятся к современной традиции, берущей начало от Родена, и что в своих фильмах он использует специфически «скульптурный» подход, то есть дает непосредственную репрезентацию пластического явления как процесса. Результат, к которому стремится «скульптурный» фильм заключается в том, чтобы отказаться от закоснелого понимания природы скульптуры как четко определённой в пространстве массы в пользу визуализации пространственно-временного континуума, предполагающего пластическое определение пространства во всей его полноте.
Переход от традиционного пластического медиума к кино и видеопленке во второй половине 1960-х был связан с пониманием того, что новое осмысление природы скульптуры может быть с легкостью переведено в медиум кино, который по самому своему определению позволяет воспроизводить пространственно-временной континуум. Поэтому, неудивительно, что такое использование кино и видео получило развитие лишь у поколения постминималистов. Именно осознание самих принципов, задающих пластические явления и методы пластического производства — чередование позитивных и негативных пространственных элементов, формовка материалов, противопоставление масс гравитации, их нагрузка и балансировка в континууме, — а также необходимость представлять их визуально потребовали введения кинематографических средств в дискурс. Фильмы Ричарда Серры отличает то, что, приходя к новому определению пластического явления через необходимость использования кино, они в равной мере отстаивают собственную необходимость в качестве фильмов.
«Работа со свечами»
«Работа со свечами» (1968) — одна из наиболее ранних подлинно процессуальных скульптур Серры, а то и самая первая. Здесь введение идеи процесса в скульптуру кажется тем более поразительным, что она кажется встроенной в почти что бессознательное постсюрреалистическое произвольное соположение разнородных элементов, комбинационный или ассамбляжный подход, свидетельствующий о впечатлении, которое произвело на Серру творчество Раушенберга. Вместе с тем работа позволяет составить представление о ранних формах исследования Серрой минималистской скульптуры. Серийное расположение позитивных и негативных пространственных участков, соединённых с рядом свечей, трансформирует произведение — когда свечи зажжены — в элементарный минималистский объект, который одновременно с этим осуществляет элементарный процесс. И хотя объект и процесс не перестают быть отличными друг от друга элементами, «Работу со свечами» уже можно считать ранней предшественницей более поздних процессуальных скульптур и в ещё большей мере — предшественницей фильмов, сводящих объект и процесс (а также их связь, созданную в восприятии зрителя) в одно скульптурное единство.
В «Работе со свечами» Серра пытается преодолеть инертность и тяжёлую материальность минималистской скульптуры. В отличие от серийного принципа, которым по большей части руководствовалась минималистская скульптура, действие этой работы идёт дальше чисто формального измерения серийности, поскольку она предполагает реальный процесс изменения. С другой стороны, минималистская скульптура уже довела серию и процесс до границ этого перехода. Так, последовательность Фибоначчи, использованная в качестве композиционного принципа в одной из прогрессий Джадда, может рассматриваться как застывший процесс. Но даже «Разлив (работа с разбрасыванием)» (1966) Карла Андре, первое минималистское произведение, привнесшее в скульптуру реальный процесс, по сути была обусловлена традиционными представлениями о пространстве и материале, несмотря на то что её формальное расположение переопределялось при каждом новом разбрасывании элементов, тем самым напрямую интегрируя процесс исполнения в пластический облик скульптуры. И хотя работа «Разлив» привнесла в скульптуру поллоковский принцип столкновения зрителя с дедифференцированным полем в своей сплошной структуре, она в неменьшей мере определялась традиционным образом — через тождественные кубические элементы, из которых это поле состояло. Это становится ещё более очевидным, если сравнить её с первыми подлинно процессуальнами скульптурами: «Компоновкой муки на полу» (1966) Наумана, «Работой с разбрасыванием» (1967) Серры и особенно с его «Расплескиванием» (1968) и последующими «Метаниями» (1969). Подобная манипуляция пластическими материалами, возможно, сыграла ключевую роль в разрушении традиционной идеи замкнутой скульптуры и замене пространственного поля скульптуры, в то время как скульптурный объект в качестве тела в пространстве оказался растворен и заменен визуализацией самого производственного процесса и присутствием скульптурной материальности.
«Список глаголов»
Манифестация процессуальных качеств в скульптуре периода 1966 года, таким образом, основывается на открытии и репрезентации сил, формирующих скульптуру, а также на фундаментально более точном понимании свойств скульптурной материи, при помощи которой конкретизируется скульптура. Ещё один аспект процессуальных явлений открывается в процедурах, участвующих в производстве скульптуры и систематично перечисленных в «Списке глаголов» (1967—1968) Серры, который он сам называл «Действиями в отношении себя, материала, места и процесса». Целая группа ранних работ (по сути, все скульптуры до «Подпорок») соответствует этому перечню возможных манипуляций с материалом скульптуры. в каждом случае один вид деятельности обусловливал форму и внешний вид скульптуры: литье жидкого материала, раскатывание листов свинца, сгибание свинца, резка, разрыв, установка.
Такая системно-аналитическая концепция и дифференциация всевозможных элементов, используемых при создании скульптуры — субъективная деятельность и субъективные решения, физическая работа, объективные материалы и их специфические качества, физические законы существования материи в континууме — подвергнуты в процессуальных скульптурах и ранних фильмах Серры аналитическому описанию, наделяющему их рациональной прозрачностью. Одновременно с этим они показываются в синтезе чисто необходимой редукции, что служит источником их строгой пластической динамики. Дэн Грэм очень точно описал этот процесс дифференциации, и Серра сам цитировал слова Грэма применительно к собственным киноработам: «Эти работы описываются простым глагольным действием, выполненным художником на материале, доступном зрителю в качестве остатка времени ин-формации (той стадии процесса, которая описывается через применение глагольного действия к материальному месту, где оно присутствует). Поле времени зрителя является частью процесса (чтения) в той же мере, что и предшествующее отношение художника к тому же материалу и процесс материала в предшествующем времени».
«Поле времени» и пространственное поле
С помощью идеи «поля времени» как иной модальности опыта, зависящей в качестве формы восприятия от пространственного поля, Грэм указывает на другой важнейший аспект изменения в понимании скульптуры, выраженного работами Серры (и особенно его фильмами) в противоположность минималистской скульптуре (и вследствие неё). По сути, минималисты основывают свою пространственную концепцию посткубистической репрезентации пространства на системе решетки. «Открытые модульные кубы» (1966) Сола Левитта остаются единственной работой, которая довела эту концепцию пространства до логического завершения и преодолела её. Анализируя скульптуры Серры и выраженную в них концепцию пространства, Розалинда Краусс замечает, что они очевидно противостоят минималистской концепции пространства, позиционирующей зрителя и скульптуру как шахматные фигуры на геометрически определённом поле, где первый движется вокруг второй: «Различие между скульптурой Серры и скульптурой минимализма отчасти происходит из отрицания первым априорной геометрии решетки. Ведь решетка является абстрактным инструментом, описывающим пространство, всегда начинающееся прямо перед тем, кто на него смотрит. Будучи диорамой аналитической чувствительности, решетка всегда оставляет зрителя наблюдать со стороны».
Сознательно помещая «Расплескивание» под прямым углом между стеной и полом, Серра визуально отменил этот угол и тем самым растворил архитектурно определённое «искусственное» кубическое пространство, устранив его разграничительные линии. Вместе с тем его процессуальные скульптуры, такие как «Расплескивание» и «Метание», благодаря очевидному присутствию в них материальной процедуры не только разрушили традиционную наружность жёстко определённого (геометрического) тела, но также освободили его форму (отделенную от пространства) от четкого разграничения фигуры и фона. Через децентрализацию визуального поля зрителя в аморфной сплошной структуре, в дедифференцированном распределении скульптурных масс скульптура как «вместилище пространства» и пространство как «вместилище вместилища пространства» были преодолены в открытии пространственного континуума, который зритель физиологически и феноменологически воспринимал как способ перехода к временному континууму. Переход от пространственного поля к временному — не более чем логическое продолжение систематического анализа отношений между воспринимающим субъектом и скульптурным объектом, начатого в минималисткой скульптуре.
Если временное поле как тип опыта связано с пространственным полем восприятия именно таким образом, то стоит лишь осознать конструктивную роль этого факта для пластического явления и его восприятия, и тут же становится очевидной техническая формальная необходимость перехода от процессуальной скульптуры к скульптурному фильму. Восприятие пространственно-временного поля — принцип кино как такового, а одновременное наблюдение зрителя — часть этой непрерывности. Таким образом, можно сказать, что скульптурная рефлексия достигает пика развития, когда скульптура как конкретное явление преодолевается и трансформируется в фильм — то есть в работах вроде ранних фильмов Серры «Рука, ловящая свинец», «Скребущие руки» и «Связанные руки» (1968), которые уже не являются ни скульптурами, ни фильмами, а обеспечивают зрителю доступ к большему количеству способов восприятия активной физиологической и психологической идентичности, чем ранее позволяли традиции двух этих категорий.
Исторически медиум кино и в ещё большей мере — благодаря своей стихийности — медиум видео оказались подходящими инструментами трансформации эстетической ориентации. Поначалу казалось, что они полностью заменят традиционные скульптурные инструменты. Этот сдвиг в материальном использовании эстетических и ресурсов — все более ясно предвещающий как последствия, так и причины радикального изменения понятия искусства после 1965 года — был проанализирован во всей своей исторической убедительности и необходимости Дэном Грэмом, который был инициатором этой тенденции в скульптурном использовании технических медиа:
«Забавно, что впервые художников „тронул“ не новый медиум кино, вызванный изобретением Эдисона, а то, что появилось по ходу его развития — то есть анализ движения. К работам Маре обращались футуристы и, самое главное, Марсель Дюшан в серии картин, ключевой из которых была „Обнаженная, спускающаяся по лестнице“, где взаимоналожение времени и пространства напрямую основывалось на сериях наложений Маре. Леже, Мохой-Надь и другие использовали кино (как позднее и Дюшан), но лишь как доступный инструмент, а не в рамках структурных оснований. И лишь недавно, когда „минимализм“ свел медиум к его структурной основе самой по себе, понимаемой в качестве „объекта“, фотография смогла отыскать собственную тематику».
Фильмы Ричарда Серры занимают центральное место в этой эволюции. Таким образом, можно заключить, что современная скульптура достигла высшей точки развития в скульптурном кино и что процессуально-скульптурные фильмы Серры занимают важнейшее место в его творчестве — тем самым придавая нашему пониманию скульптуры исторически адекватную форму, преодолевающую морфологию и явление, материал и процедуру, медиум представления и способ восприятия традиционной скульптуры.
Принцип фрагментации и перформанс
Все ранние фильмы Серры предполагают две по существу новые процедуры, отличающие их от специфических кинотехник, значительно меняющих методы скульптурной рефлексии: первая — принцип фрагментации, также применявшийся в более поздних фильмах «Кадр» (1969) и «Цветная помощь» (1971), вторая — длящийся в реальном времени процесс направленного на конкретную задачу перформанса, определяющий фильмы драматургически и ограничивающий их во времени.
У Серры принцип фрагментации с необходимостью вытекает из более общей процедуры анализа элементарных составляющих пластического явления. с одной стороны, редукция кинематографического отрезка, демонстрация одних лишь руки и кисти в качестве подлинных «актеров» фильма намекает, что важнейший элемент этого процесса (инструмента, процедуры или материала) визуально репрезентирован в ходе производства скульптурного явления: в данном конкретном случае это физиологические функции, преобразующие и формирующие материю в процессе работы. С другой стороны, кинематографическая фрагментация определяет этот отрезок в соответствии с предложенной Эрнстом Махом схемой поля зрения, задавая границы физического самовосприятия субъекта. Следовательно, между зрителем и актёром не возникает субъект-объектных отношений — зритель воспринимает физиологическую активность через оптическую рамку, не выходящую за пределы его или её собственного физиологического самовосприятия, якобы расширенного кинематографически. Фрагментация здесь означает сознательную отмену разделения между субъективным восприятием и объективной репрезентацией. Однако из этой отмены следует упразднение любой повествовательности или драматичности в репрезентации последовательности действий, сводящее последнюю к самореферентной деятельности, самоочевидной репрезентационной функции, не имеющей никакого «смысла».
Именно так Серре впервые в истории практики кинематографической репрезентации последовательности телесных движений и действий удается применить формальный принцип (изначально развитый в живописи Поллока): изменять восприятие изображений самого человеческого тела в согласии с дедифференциацией визуального поля, отказом от центральной перспективы или постоянного фокуса в пользу сплошной телесной структуры. в традиционных драме или фильме взгляд всегда направлялся антропоморфной иерархией, из которой выводились все композиционные расстановки с головой или выражением лица в качестве центра восприятия. Эта объективация действия неизбежно ведёт к обострению самовосприятия смотрящего субъекта, который уже не воспринимает кинематографический процесс через иллюзионистское отождествление с актёром, а начинает видеть его как объективный процесс, предполагающий трансформацию телесной энергии в движение и работу.
Единственный реальный «перформанс» Серры (то есть публичное исполнение одной из самоочевидных последовательностей самостоятельно наделяющих себя смыслом действий и движений) демонстрировал этот принцип ещё ярче: за сценой друзья раскручивали художника, пока у него не стала сильно кружиться голова и он не начал терять равновесие. Именно в этот момент его вытолкнули на сцену, и «задачей» «перформанса» было преодолеть головокружение и восстановить ощущение равновесия.
Ивонна Рейнер в «Квазиобзоре некоторых минималистских тенденций» проводит параллель между живописными и пластическими явлениями и явлениями временных искусств, танца и перформанса. Райнер считала необходимым точное соответствие между формальными критериями новых скульптурных концепций и временными принципами. Она требовала, чтобы «нейтральный перформанс» соответствовал «нереферентным формам» (в живописи и скульптуре после Стеллы); чтобы «повторение отдельных событий», то есть повторение самодостаточных событий и последовательностей действий, соответствовало «непрерываемой поверхности», то есть полноте визуальной формы и целостному полю зрения; чтобы «задача или подобная задаче деятельность» в исполнительских (временных) искусствах соответствовала «буквальности», этому знаменитому тождеству означающего и означаемого в минималистской скульптуре. Все эти принципы проводились в жизнь с особой точностью в ранних фильмах Серры, будто он буквально применил к скульптурному фильму перечень эстетических норм нового временного искусства, как его определила Райнер. Было бы сложно представить нечто, что могло бы превзойти эти фильмы в качестве синтеза принципов пластически-пространственно-статичной и концепций искусства как аналитически прозрачной интеграции всех элементов, вместе формирующих пластический облик и восприятие этих самых явлений.
Если в работе «Рука, ловящая свинец» скульптурный материал (куски свинца, сбрасываемые Филипом Глассом с последовательностью в визуальное поле камеры) падает мимо или же рука Серры (исполнителя) ловит, держит и деформирует его согласно законам случая, то это, по-видимому, отражает точную степень индивидуальной манипуляции и субъективного воздействия на скульптурный материал, возможные и адекватные серровской концепции конструирования скульптуры. Визуализация силы притяжения падающих кусков металла, в свою очередь, соответствует репродукционной материальности кинематографического медиума. Падающие элементы имитируют нисходящее движение кинопленки, проходящей через проектор. Фильмы Серры в отличие от его процессуальных скульптур характеризует большая тождественность всех их составных элементов: не будучи всего лишь результатами, они демонстрируют сам процесс и позволяют зрителю его реконструировать. Каждый из ранних фильмов в равной мере определяется столкновением между ручной (субъективной) рабочей силой и (объективной) материей и физическими законами. Однако пропорции, в которых эти разнообразные элементы и силы становятся действенными, разнятся от фильма к фильму. Если в «Руке, ловящей свинец» ручная часть довольно незначительна, а вмешательство субъекта в объективные законы физической необходимости начинает казаться даже абсурдным и произвольным, то в «Связанных руках» пропорции переворачиваются и субъективная способность работать становится главной функцией в решении скульптурной задачи. Сами эти силы — руки, освобождающиеся от пут, — становятся пластическим явлением в той же мере, в какой наши герои успешно освобождаются от традиционных законов, обусловливавших и создававших скульптуру, используя скульптурный материал при помощи силы или её собственной инерции с тем, чтобы получить пространственный объём или массу из растянутого материала.

## Изображения

Скульптуры
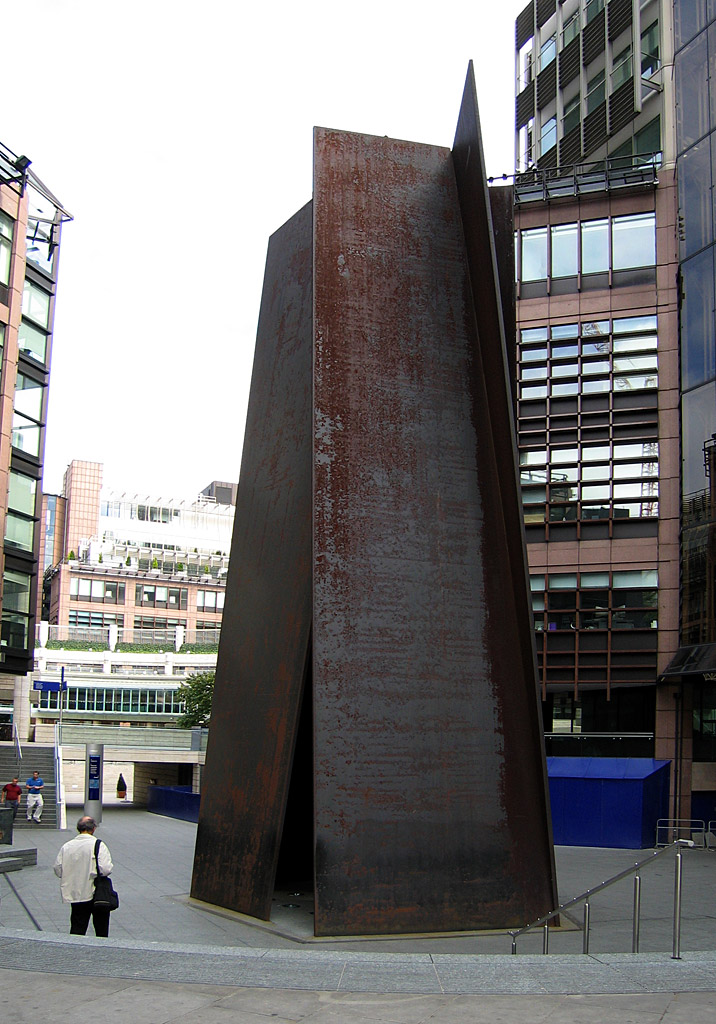
Фулькрум 1987, 17-метровая стальная скульптура вблизи станции «Ливерпуль-стрит» в Лондоне
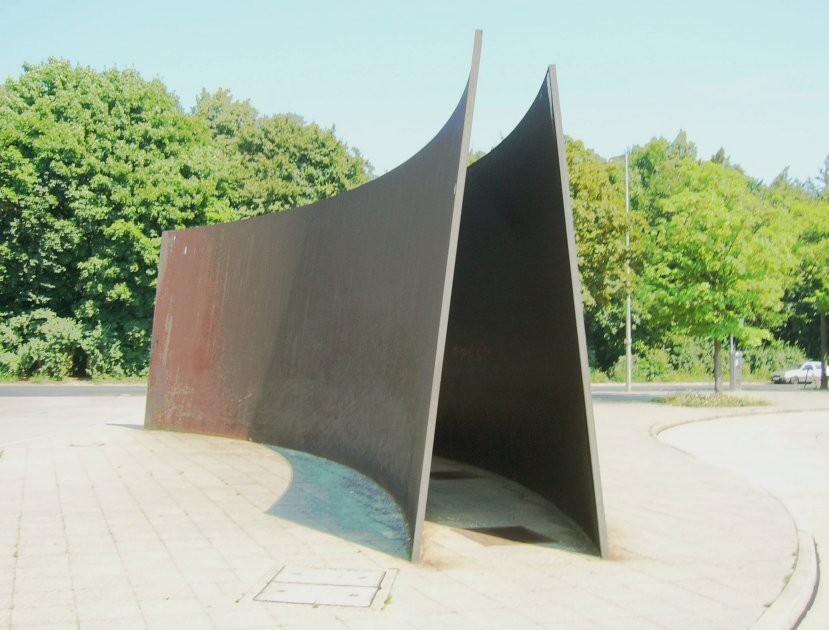
Повороты Берлина, сталь, 1986
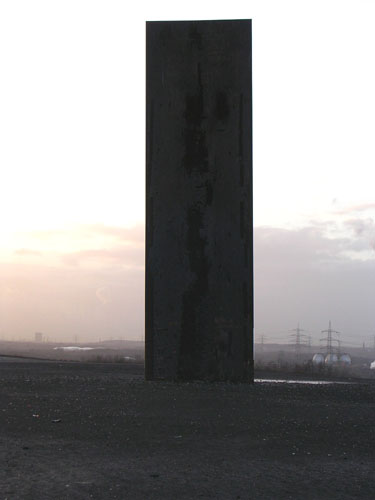
Брамме (для Рурской области), Эссен